# 類感呪術
類感呪術（るいかんじゅじゅつ、英: Sympathetic magic、Imitative magic）は、文化人類学者のジェームズ・フレイザーが定義した、人類学における呪術の性質を表す言葉である。類感魔術とも。類似したもの同士は互いに影響しあうという発想（「類似の法則」）に則った呪術で、広くさまざまな文化圏で類感呪術の応用が見られる。
フレイザーによると、呪術の要素は、この類感呪術と感染呪術の二つに分類できるとされる。

## 類感呪術の例
日本人にとってもっともわかりやすい例が「丑の刻参り」である。
このとき呪いの対象は人間の形を模した人形に置き換えられているが、これに危害を加えることによって実際に呪術の対象となった人間に苦痛を与えることが出来ると考えられている（ただし対象の髪などを使用する際には感染呪術の面もある）。
より身近な例では「海草を食べると髪が黒くなる」という迷信があげられる。
実際に海草に髪の色を決定するメラニン色素を増やすような化学物質は含まれていないのだが、海から引き上げられた海草が髪の毛のように見えることからこのような誤解が生まれた。
この呪術はいわゆる模倣性を特色としており、結果は原因に起因し、また原因は結果に影響を及ぼす。簡単にいえばそこに共感性が存在するのである。
もっとも私たちになじみ深いのはてるてる坊主だろう。レガリア（象徴）としての太陽であるてるてる坊主を出すことにより、本物の太陽を呼ぶという考えだ。逆にインドのプーリー祭、インドシナのソンクランなどの雨乞いからきた水かけ祭りも同様の観念によるものである。すなわち、金糸は王権の象徴であり王と共感性をもつものである。日本の天皇の場合三種の神器の中でも「勾玉」がそう考えられる。